# 新莊神社
25°02′24″N 121°27′31″E / 25.040064°N 121.458711°E
新莊神社為台灣日治時期1939年設立於臺北州新莊郡新莊街的神社，為鎮守新莊郡下街庄的神社。二戰後，新莊神社被拆除，原址位於新北市新莊區的和泰汽車新莊綜合園區。

## 介紹
新莊郡當局於1935年召集郡下各街庄（新庄街、鷺洲庄、五股庄、林口庄）有志之士開會提議建造神社，並獲得在場人士支持，只是尚未確定神社位置應選在新莊街新莊、山腳，或五股庄五股坑，後考量北白川宮能久親王曾駐駕新莊地藏庵前，廟前土地尚寬闊，且鄰近新莊郡役所，民眾參拜亦方便，故在1936年4月由臺灣神社宮司山口透選址於新莊街頭前字小田心子，並規劃了預算35,000圓。1936年7月14日，新莊神社舉行地鎮祭動工。1937年11月17日，新莊神社舉行鎮座祭啟用，祭神為明治天皇、倉稻魂大神、北白川宮能久親王，社域面積11,000坪，總工程費約四萬元。1939年11月15日，新莊神社外苑綜合體育場落成，連續兩天進行盛大的祝賀會，舉辦相撲大會、軟式棒球大會等活動。1944年1月16日，新莊神社社格自無格社升格為鄉社，為終戰前在台灣多數升格的神社之一。
二戰後，新莊神社於1950年拆除，原址設立了新興血清研究所。此土地於1966年被賣給和泰汽車以興建新莊工廠，現為和泰汽車新莊綜合園區。另外，新莊神社的狛犬、部份石燈籠、神轎仍保存在新莊地藏庵。

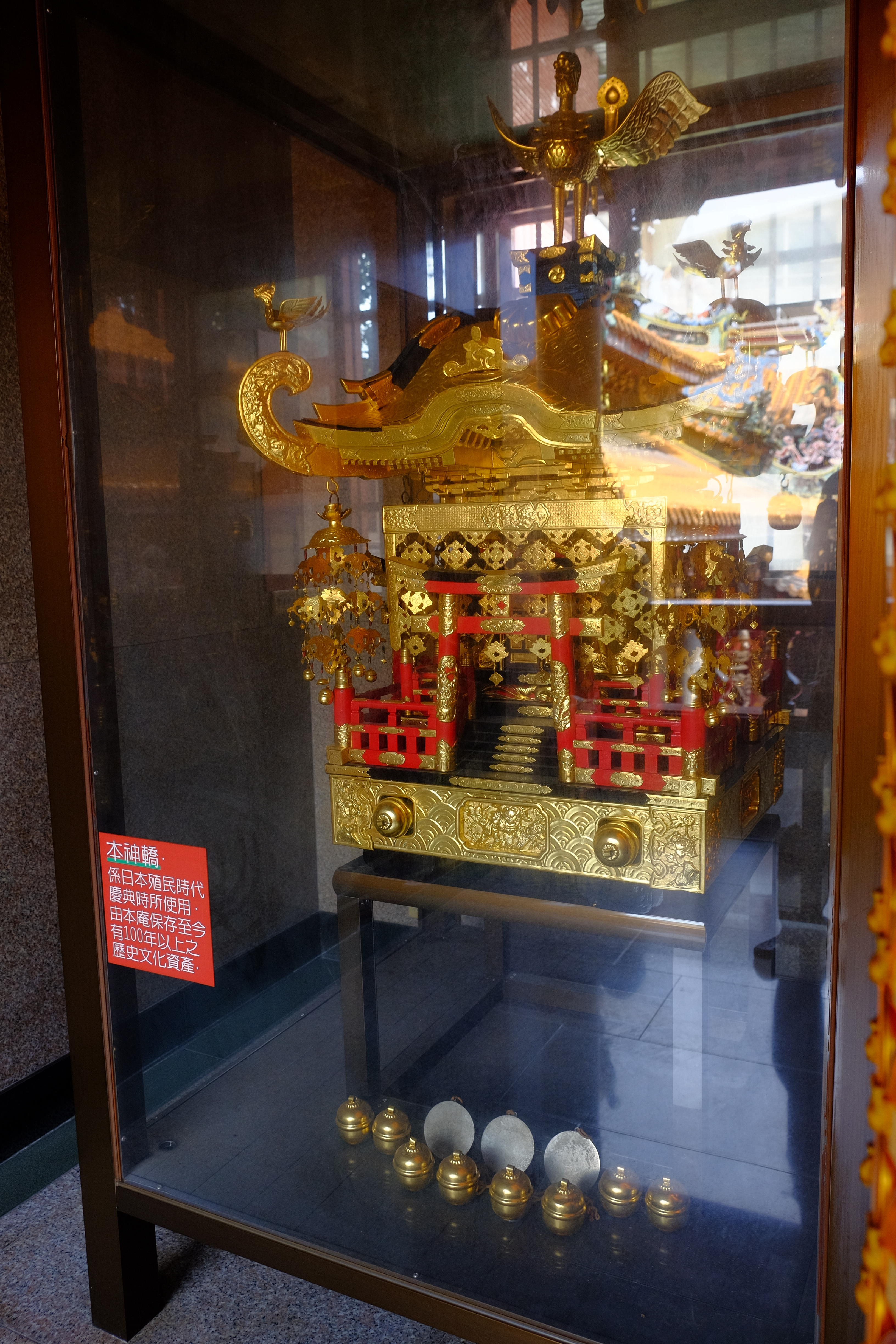
地藏庵所保存的新莊神社神轎

## 社掌
新莊神社的社掌為井上一夫，其自1920年擔任台灣神社的出仕及主典，直到1938年轉任新莊神社社掌至終戰。